# Nick Leventis
Nick Leventis (ur. 31 stycznia 1980 roku w Kensington) – brytyjski kierowca wyścigowy.

## Kariera
Leventis rozpoczął karierę w międzynarodowych wyścigach samochodowych w 2008 roku od startów w Endurance Touring Car Series, Le Mans Series oraz 24-godzinnym wyścigu Le Mans. W Le Mans Series uzbierane dziesięć punktów dało mu piąte miejsce w końcowej klasyfikacji kierowców. W późniejszych latach Brytyjczyk pojawiał się także w stawce Intercontinental Le Mans Cup oraz FIA World Endurance Championship.

## Wyniki w 24h Le Mans
| Rok  | Zespół                               | Partnerzy                             | Samochód            | Klasa | Okr. | Poz. | Klasa Pos. |
| ---- | ------------------------------------ | ------------------------------------- | ------------------- | ----- | ---- | ---- | ---------- |
| 2008 | Vitaphone Racing Team Strakka Racing | Peter Hardman Alexandre Sarnes Negrão | Aston Martin DBR9   | GT1   | 82   | NU   | NU         |
| 2009 | Strakka Racing                       | Peter Hardman Danny Watts             | Ginetta-Zytek GZ09S | LMP1  | 325  | 21   | 14         |
| 2010 | Strakka Racing                       | Danny Watts Jonny Kane                | HPD ARX-01C         | LMP2  | 367  | 5    | 1          |
| 2011 | Strakka Racing                       | Danny Watts Jonny Kane                | HPD ARX-01d         | LMP2  | 144  | NU   | NU         |
| 2012 | Strakka Racing                       | Danny Watts Jonny Kane                | HPD ARX-03a         | LMP1  | 303  | 30   | 8          |
| 2013 | Strakka Racing                       | Danny Watts Jonny Kane                | HPD ARX-03c         | LMP1  | 332  | 6    | 6          |